# Aplysina archeri
Aplysina archeri, también conocido como esponja tubo de estufa es una especie de porífero de forma tubular y de reproducción asexual. Puede crecer de modo individual, aunque a menudo lo hace en agrupaciones de hasta veintidós individuos.miden 25 cm (mínimo), en Sudamérica no existen. 

## Descripción
Los tubos pueden medir hasta 150 cm de largo y 10 cm de diámetro, y ser de distintos colores como el rosa, el gris o el marrón. Posee un exterior espeso y con profundas rugosidades.

## Biología y comportamiento
Tardan cientos de años en crecer y su patrón de crecimiento no se detiene hasta la muerte.
Como la mayoría de las esponjas, se alimenta por filtración. Su dieta principal la constituye el plancton y partículas de detritos suspendidas en el agua. 
Se conoce poco acerca de sus patrones de comportamiento, salvo los referidos a la alimentación y a sus hábitos reproductivos.

## Ecología
Entre sus depredadores naturales están los caracoles marinos. La densidad poblacional de estas esponjas está disminuyendo debido a los derrames de petróleo y otros tipos de contaminación.

## Distribución
Habita principalmente los mares del Caribe, las Bahamas, Florida y Bonaire.